# 潘善琪
潘 善琪（はん ぜんき、1977年10月7日 - ）は、日本棋院東京本院所属の囲碁棋士。八段。台湾出身、大枝雄介九段門下。門下に李沂修八段。古川こんゆ二段は実妹。

## 経歴
台湾出身、1996年に入段。
2002年の第27期碁聖戦では本戦ベスト8まで進出。2003年、第18回NEC俊英囲碁トーナメント戦では決勝戦まで進出したものの、 秋山次郎に敗れ準優勝。
2004年、第60期本因坊戦最終予選を制し自身初のリーグ入り。翌2005年4月まで争われたリーグ戦では0勝7敗で陥落。第31期名人戦でも2005年10月にリーグ入りを果たし、山下敬吾から白星を挙げるなどしたものの、4勝4敗で序列により陥落を喫した。
それ以降は七大タイトル本戦ベスト16などの成績を数度挙げたものの、それ以上の成績やリーグ入りはなかなか果たせなかった。しかしながら、2021年には第4回SGW杯中庸戦で優勝し、自身初タイトルを獲得。「プロになってから何かで優勝することがひとつの目標だった。目標を達成できてうれしい」と喜びを語った。

## 棋歴

### 獲得タイトル
- SGW杯中庸戦（2021年・第4回）

### 良績
- 名人戦リーグ入り 1期（第31期）
- 本因坊戦リーグ入り 1期（第60期）
- NEC俊英囲碁トーナメント戦 準優勝（第18回）

### 昇段履歴
- 1996年 入段、同年二段
- 1997年 三段
- 1998年 四段
- 2000年 五段
- 2002年 六段
- 2004年 七段（第60期本因坊戦リーグ入り）
- 2012年 八段（勝星規定）